# 짜빈동 전투
짜빈동 전투(茶平洞戰鬪; 베트남어: Trận Quang Thạnh)는 1967년 2월 14일 ~ 2월 15일 동안 남베트남 쾅나이 성 추라이에 위치한 작은 마을인 짜빈동에서 일어난 베트남 민주 공화국과 베트콩, 그리고 대한민국 해병대간의 전투이다.

## 전투 서열
공격
- 베트남 민주공화국
  - 제2사단
    - 제1연대, 60대대
    - 제21연대, 40대대
- 남베트남 해방민족전선

방어
- 대한민국 해병대
  - 제2여단
    - 1대대, 1중대, 3소대
    - 3대대, 11중대 - 정경진(丁京鎭) 대위[2]